# کولپین
کولپین (به آلمانی: Cölpin) یک شهر در آلمان است که در Mecklenburgische Seenplatte District واقع شده‌است. کولپین  ۸۸۲ نفر جمعیت دارد.